# Piotr Szmidt
Piotr Pietrowicz Szmidt (ros. Пётр Петрович Шмидт; ur. 5 lutego?/17 lutego 1867 w Odessie, zm. 6 marca?/19 marca 1906 na wyspie Berezań k. Oczakowa) – rosyjski oficer marynarki wojennej, jeden z przywódców powstania marynarzy i żołnierzy w Sewastopolu podczas rewolucji 1905–1906 r.

## Życiorys
Urodził się w rodzinie oficera marynarki. Ukończył gimnazjum męskie w Bierdiańsku, po czym wstąpił do petersburskiego korpusu kadetów marynarki. Służbę w rosyjskiej marynarce w stopniu miczmana rozpoczął w 1887 r. Według niektórych źródeł podczas nauki wyróżniał się erudycją, miał znakomite wyniki w nauce matematyki, historii, muzyki, doskonale rysował i znał języki francuski oraz angielski.
Służył we Flocie Bałtyckiej, następnie we Flocie Oceanu Spokojnego. Dosłużył się stopnia porucznika, po czym w 1898 r. złożył dymisję ze służby i przeszedł do pracy we flocie handlowej. Według Andrzeja Andrusiewicza musiał odejść z armii z powodu problemów psychiatrycznych. W 1904 r. został zmobilizowany w związku z wybuchem wojny rosyjsko-japońskiej. Służył początkowo we Flocie Bałtyckiej, jednak znienawidzony przez innych oficerów został z niej odwołany, oficjalnie z powodu stanu zdrowia. Następnie służył na statku transportowym „Irtysz”. Gdy flota udawała się na Daleki Wschód, Szmidt zachorował i został wysadzony na brzeg w Port Saidzie, a następnie odesłany do Rosji. Otrzymał stanowisko dowódcy torpedowca na Morzu Czarnym, u morskiej granicy Rumunii. Deklarował się jako „bezpartyjny socjalista”. Według szeregu źródeł w rzeczywistości nie był ideowym rewolucjonistą, a intrygantem i awanturnikiem.
Po wydaniu manifestu październikowego przyłączył się do rewolucjonistów działających na Krymie. Występował na wiecach, poprowadził demonstrację z żądaniem uwolnienia więźniów politycznych, która została rozpędzona przez wojsko. 19 października 1905 r. został wybrany do rady deputowanych ludowych Sewastopola. Wielkie wrażenie zrobiła na nim śmierć sześciu ludzi, zastrzelonych przez wojsko podczas rozpędzania demonstracji w Sewastopolu. Przemawiał na ich pogrzebie, potępiając władze. Dzięki tej przemowie zdobył ogromną popularność wśród robotników, którzy okrzyknęli go dożywotnim członkiem rady deputowanych ludowych.

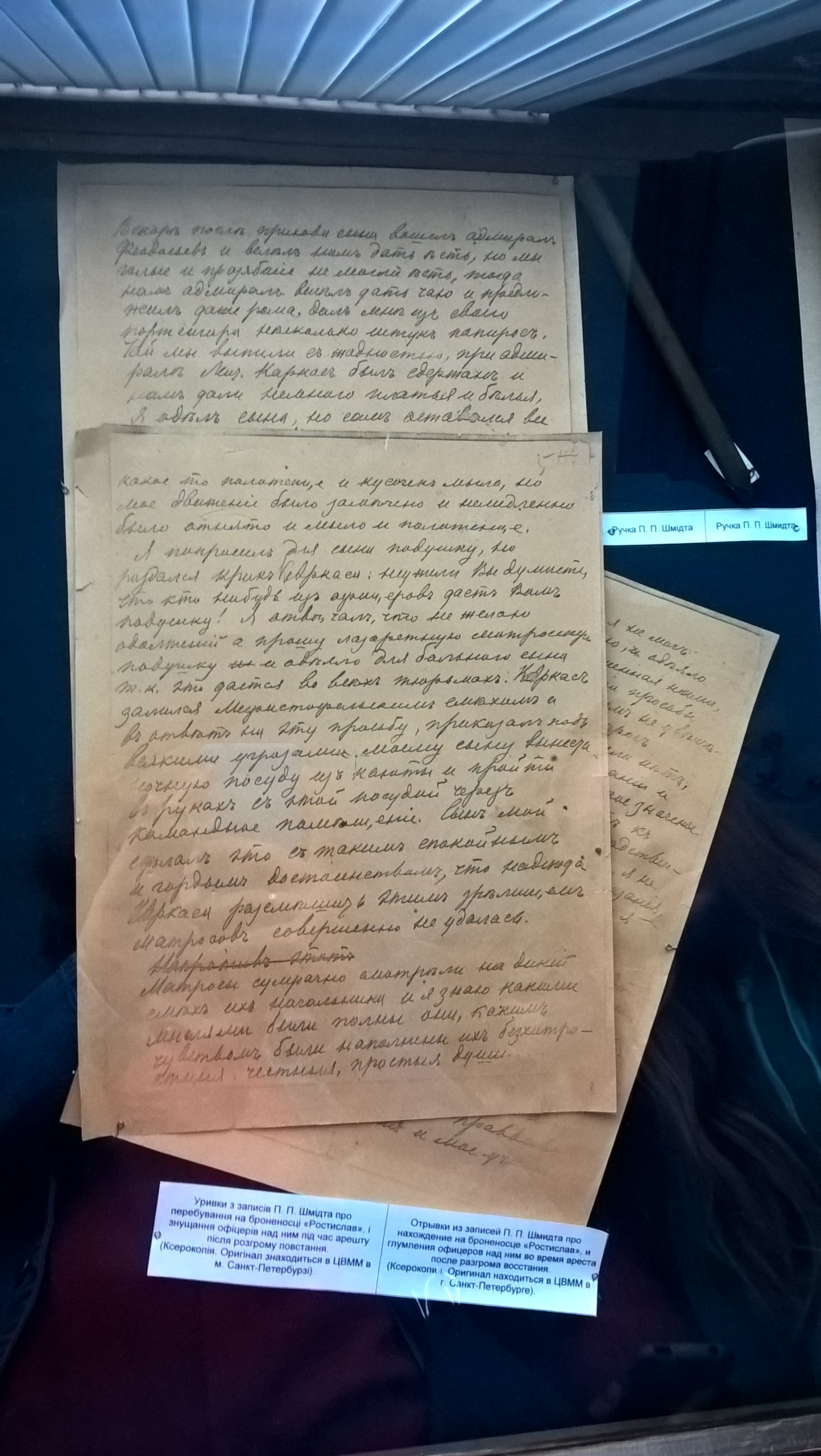
Zapiski Szmidta, fragment poświęconej mu wystawy w muzeum wojskowym im. Suworowa w Oczakowie

Angażując się w ruch rewolucyjny i być może współpracując z bolszewikami, Szmidt wysyłał równocześnie telegramy do cara Mikołaja II, przekonując go, że bycie rewolucjonistą i wiernym poddanym równocześnie nie jest niemożliwe. Aresztowany i szybko zwolniony, został przeniesiony do rezerwy za udział w rewolucji, w stopniu kapitana II rangi. Szmidt udał się do Odessy, następnie wrócił do Sewastopola i znowu został na krótko aresztowany, a następnie zwolniony. Na prośbę zbuntowanych załóg krążownika „Oczaków” i niszczyciela „Swiriepyj” zgodził się stanąć na czele buntu. Szmidt początkowo wahał się, wychodząc z założenia, że samotny bunt kilku okrętów, niepoparty przez masy w całej Rosji, nie ma szans powodzenia. Przekonany przez rewolucjonistę Iwana Woronicyna, ostatecznie zgodził się i samowolnie mianował się dowódcą Floty Czarnomorskiej. 14/27 listopada 1905 r. wysłał sygnał „Dowodzę flotą” z opanowanego przez buntowników „Oczakowa”. Następnie wysłał telegram do cara, żądając zwołania zgromadzenia przedstawicielskiego i wypowiadając posłuszeństwo carskim ministrom. Na okręcie polecił zawiesić czerwony sztandar. 
Do powstania przyłączyło się łącznie 12 okrętów i ok. 8 tys. marynarzy, żołnierzy i robotników portowych, jednak większość okrętów stacjonujących w Sewastopolu i żołnierzy miejscowego garnizonu pozostała lojalna wobec władz. 15/28 listopada wiceadmirał Grigorij Czuchnin, dowódca Floty Czarnomorskiej, wezwał Szmidta do bezwarunkowej kapitulacji. Wobec braku odpowiedzi wydał rozkaz ostrzelania „Oczakowa”. Do 16/29 listopada bunt został stłumiony. Według jednego ze źródeł Szmidt zrezygnował z próby ucieczki, chociaż mógł starać się ratować życie z pomocą nadal wiernych mu marynarzy. Według innego źródła próbował się ukrywać, został jednak zdemaskowany.

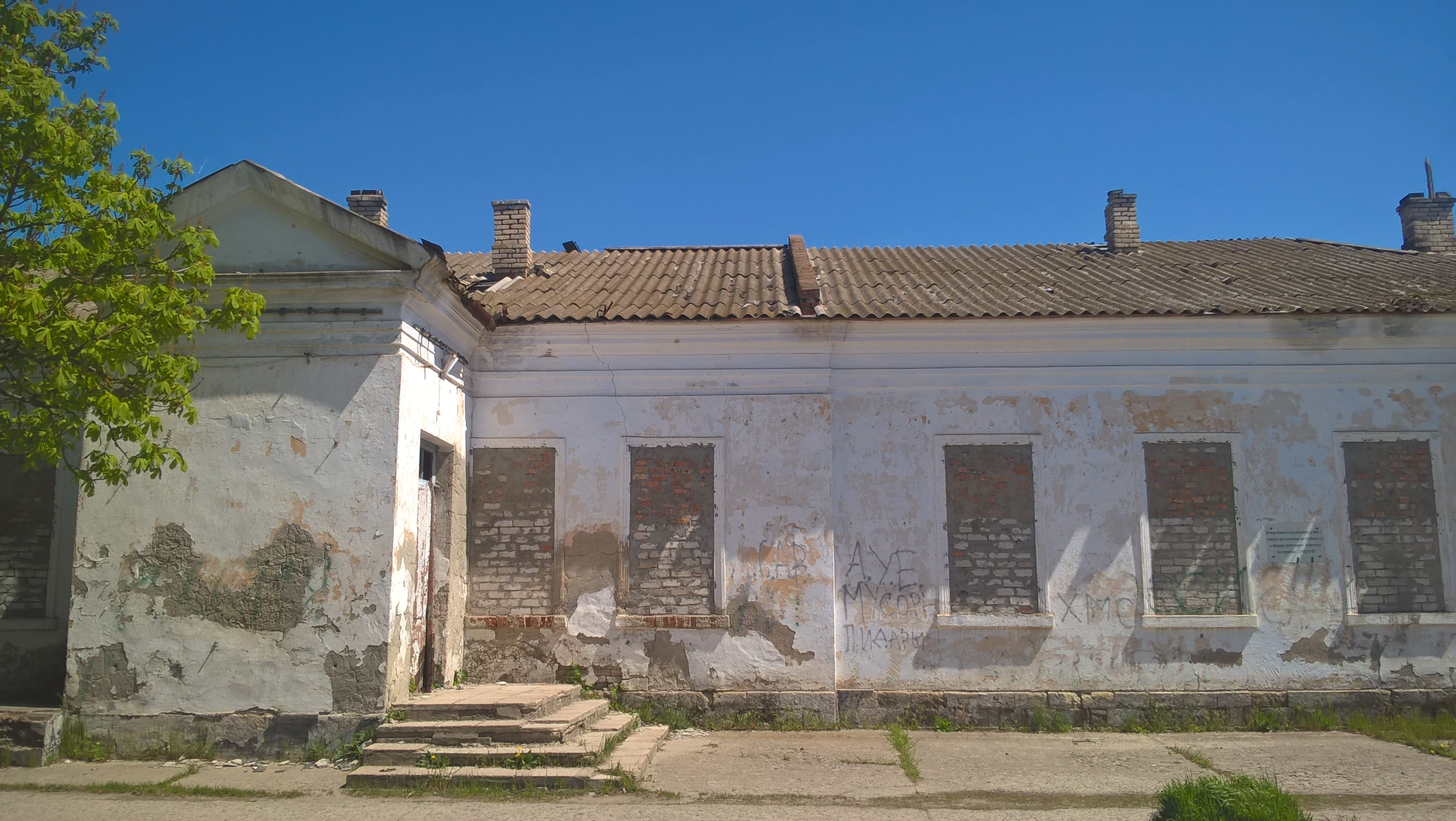
Budynek w Oczakowie, w którym odbył się sąd na Szmidtem i trzema innymi uczestnikami buntu

Piotr Szmidt został postawiony przed sądem wojskowym i skazany na karę śmierci. Przed sądem zachowywał się w sposób na tyle nieodpowiedni, że ponownie zastanawiano się nad stanem jego zdrowia psychicznego. Inne źródła opisują jego wystąpienie przed sądem jako porywające, podają też, że jego postawa zdobyła sympatię prasy relacjonującej jedenastodniowy proces. Szmidt przepowiadał, że jego stracenie otworzy nową epokę w historii Rosji, a w liście do syna w nocy przed egzekucją pisał, że ma nadzieję dożyć rewolucji socjalistycznej. Rozstrzelano go, razem z marynarzami Nikitą Antonienką, Siergiejem Czasnikiem i Aleksandrem Gładkowem na wyspie Berezań w pobliżu Oczakowa. Stracenie Szmidta wzburzyło rosyjskie kręgi liberalne - był on pierwszym od dziesięcioleci straconym oficerem. Wierzono również, że jego intencją była jedynie obrona manifestu październikowego przed powrotem samodzierżawia, a dowództwo zbrojnym buntem Szmidt objął, uniesiony atmosferą chwili.
Ciało Szmidta zostało ekshumowane i uroczyście przewiezione po rewolucji lutowej do Sewastopola. Tam pochowano je na Cmentarzu Komunardów.

## Życie prywatne
W 1888 r. ożenił się z prostytutką, mając nadzieję na przekonanie jej do zmiany sposobu życia. Małżeństwo było jednak nieudane i Piotr Szmidt porzucił żonę, zostawiając ją razem z synem Jewgienijem. Syn Szmidta podczas wojny domowej w Rosji walczył po stronie białych, następnie emigrował.

## Upamiętnienie
Po śmierci Szmidta wokół jego osoby powstała legenda. Przedstawiano go jako dobrego oficera rozumiejącego prostych ludzi, życzącego Rosji pokoju. W ZSRR stał się bohaterem rewolucyjnej propagandy.
Imieniem Szmidta nazwano półwysep na Sachalinie oraz nabrzeże Newy na Wyspie Wasylewskiej w Petersburgu. W Oczakowie, gdzie odbył się sąd na Szmidtem, w 1964 r. odsłonięto jego pomnik. W 1982 r. został on przeniesiony do oczakowskiej szkoły imienia Szmidta, a na jego miejscu wzniesiono nowy monument. Pomnikiem upamiętniono również miejsce egzekucji Szmidta i trzech marynarzy-przywódców buntu w Sewastopolu. 
Również w Oczakowie, w budynku, w którym odbył się sąd nad kapitanem, w 1962 r. otwarto muzeum pamięci Szmidta. Działało ono do końca XX w. Następnie zostało zlikwidowane, a eksponaty przekazano do oczakowskiego oddziału muzeum krajoznawczego w Mikołajowie (muzeum wojskowe im. Suworowa). Muzeum Szmidta działa również w Berdiańsku.